# Crossover thrash
Genres dérivés
Metalcore
Genres associés
Grindcore, groove metal, digital hardcore
Le crossover thrash, souvent et simplement appelé crossover, est un genre de thrash metal très influencé par des éléments punk hardcore. Ce genre est une continuité entre le punk rock et le heavy metal. Le terme de crossover est utilisé pour la première fois par les D.R.I. dans leur album Crossover, sorti en 1987.

## Terminologie
Le genre est souvent confondu avec le thrashcore, qui est essentiellement du punk hardcore rapide plutôt qu'un genre de metal orienté punk,. Au milieu des années 1980, le terme thrash est souvent utilisé comme un synonyme du punk hardcore (comme en témoigne la compilation New York Thrash sortie en 1982). Le terme de « thrashcore », pour différencier les groupes du genre aux autres, n'est pas utilisé avant 1993. La plupart des groupes crossover, comme D.R.I., se lancent initialement dans le thrashcore. Le suffixe « -core » de « thrashcore » est utilisé de temps à autre pour se différencier du crossover thrash et du thrash metal, le dernier terme étant simplement considéré comme du « thrash », un mot qui, en retour, est rarement utilisé pour désigner le crossover thrash ou le thrashcore. Le mot thrashcore est occasionnellement utilisé par la presse pour décrire du metalcore orienté thrash metal.

## Histoire

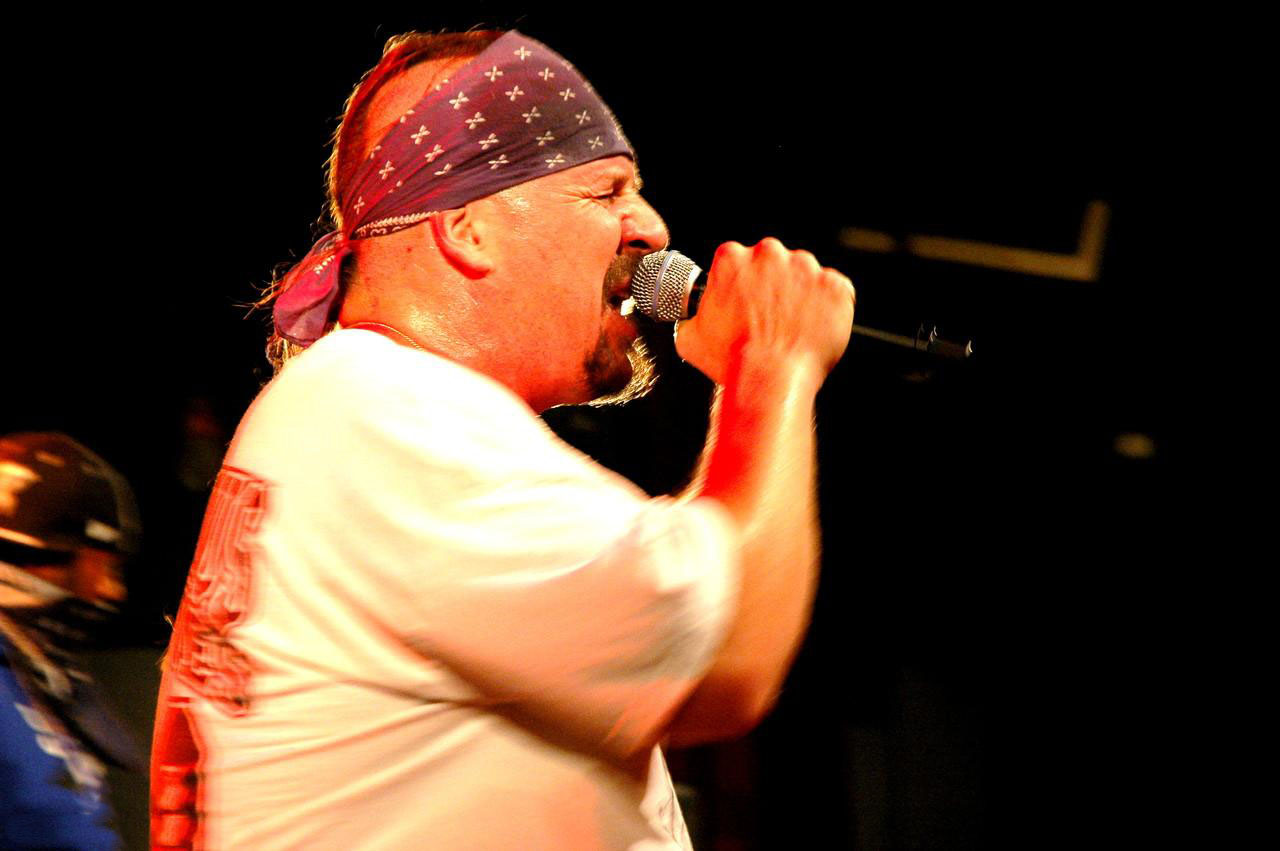
Mike Muir, chanteur du groupe de crossover thrash Suicidal Tendencies.

Le crossover thrash émerge lorsque des groupes de heavy metal commencent à utiliser des éléments de musique punk hardcore. Void (avec leur split intitulé Faith/Void Split sorti en 1982) et le groupe originaire de Washington The Faith sont considérés comme les premiers groupes catégorisés hardcore/heavy metal crossover de par leur approche musicale chaotique souvent citée comme particulièrement influençable,,. Les groupes de metal orientés punk évoluent généralement dans le genre en usant d'une approche plus technique que la musique hardcore en général (qui se concentre sur un tempo rapide et des chansons courtes)) ; ces groupes sont plus orientés metal agressif que punk hardcore et thrashcore traditionnel.
Au début, le crossover thrash est fortement lié au skate punk, mais évolue progressivement vers le metal. La scène se concentre ensuite dans un club appelé Ruthie's à Berkeley en 1984. Le terme de « metalcore » est à l'origine utilisé pour décrire ces groupes crossover. Comme l'indique le rédacteur Steven Blush, « C'est naturellement la musique la plus intense, après Black Flag, Dead Kennedys, Slayer, et Metallica. À la base, c'est là où tout le monde se dirigeait. C'était devenu un choc des cultures. Les gens qui étaient alt-rock ou indie-rock gagnaient, et les gens qui étaient crossover se faisaient en quelque sorte laminer ». Les groupes punk hardcore Corrosion of Conformity,,,, Dirty Rotten Imbeciles, et Suicidal Tendencies, jouaient aux côtés de groupes thrash metal comme Megadeth, Anthrax, Metallica et Slayer. En ce temps, cette scène influence le côté skinhead du New York Hardcore, qui émerge en 1984, et implique des groupes crossover comme Cro-Mags, Murphy's Law, Agnostic Front,, et Warzone.
D'autres groupes grandissants de crossover thrash incluent Nuclear Assault, Stormtroopers of Death,, Hogan's Heroes,,, SSD, Cryptic Slaughter, Kraptor, The Boneless Ones, The Exploited, et Discharge.

## Caractéristiques
Le crossover thrash est un genre hybride fusionnant des éléments du punk hardcore et du thrash metal,. Comme dans ces deux genres musicaux, un groupe de crossover se compose habituellement d'un chanteur, d'un guitariste soliste, d'un guitariste rythmique, d'un bassiste et d'un batteur. Le chant, volontiers crié et saturé, s'inspire fortement du punk hardcore. L'utilisation par les guitaristes de riffs plus élaborés et complexes que dans le hardcore témoigne de l'influence du thrash metal. D'autres caractéristiques typiques du jeu de guitare sont l'usage des power chords, l'accordage en drop D facilitant la réalisation de ces derniers, le palm mute en rythmique et la présence de solo de guitare typiques du metal.
L'esthétique des pochettes d'album est très marquée par le punk,. Il en résulte des couvertures à l'aspect très bigarré faisant la part belle aux dessins (souvent à l'aspect un peu infantile) ainsi qu'aux montages et collages photographiques typiques des arts visuels punk,. Les paroles des chansons ont souvent un côté humoristique voire satirique,. La politique est l'un des principaux thèmes abordés, avec un accent mis sur l'anti-fascisme et la critique de la corruption.